# Kurarua longula
Kurarua longula là một loài bọ cánh cứng trong họ Cerambycidae.